# 蠶之社站
蠶之社站（日语：／ Kaikonoyashiro eki */?）位於京都府京都市右京區太秦森前町，是京福電氣鐵道嵐山本線的鐵路車站。車站編號為A6。

## 歷史
- 1910年（明治43年）3月25日 - 本站開業，由嵐山電車軌道營運[1]。
- 1918年（大正7年）4月2日 - 由於公司合併，由京都電燈經營的嵐山電鐵營運[1]。
- 1942年（昭和17年）3月2日 - 由於路線繼承，成為京福電氣鐵道的車站[1]。

2008年（平成20年）1月16日開業的京都市營地下鐵東西線的太秦天神川站距離本站東方約250公尺，在同年3月28日嵐電天神川站開業前的這兩個月，本站暫時被當作與地下鐵的轉乘站。

## 車站構造
本站為側式月台2面2線的地面車站。與建有較大屋頂的其他嵐電車站不同的地方是，本站往嵐山方向的月台屋頂很小。曾經往四條大宮方向的月台上設有長椅，但因為月台的寬度太窄，加上本站成為轉乘站後人潮可能混亂，因此撤去大部分的長椅。往四條大宮方向的月台鋪有敷石。

## 車站周邊
- 木嶋坐天照御魂神社（蠶之社）
- 京都府道112号二條停車場嵐山線
- 天塚古墳

## 相鄰車站
京福電氣鐵道
 嵐山本線
嵐電天神川（A5）－蠶之社（A6）－太秦廣隆寺（A7）

## 外部連結
- 蠶之社站 （页面存档备份，存于） - 京福電氣鐵道